# 沃爾特·唐納森
沃尔特·威尔·威尔逊·唐纳森（英語：Walter Weir Wilson Donaldson，1907年2月2日—1973年5月24日）是蘇格蘭职业台球运动员，1947年至1954年连续八次打入世界斯诺克锦标赛决赛，每次对手都是佛雷德·戴維斯，1947和1950年夺冠。唐纳森以长距离击球入袋并力图避免击打母球两侧闻名。2012年他追授入选世界职业台球与斯诺克协会世界斯诺克名人堂。
唐纳森1922年赢得英国少年英式台球锦标赛16岁以下组冠军不久转为职业选手，六次拿下苏格兰职业英式台球锦标赛冠军。1933年他的世界斯诺克锦标赛首秀以惨败乔·戴维斯告终，下一次打入已是1939年。第二次世界大战爆发后唐纳森在印度第四步兵师服役，战后亮相1946年世界斯诺克锦标赛但首轮就败于戴维斯之手。参加世锦赛为他赢得1946年奥尔巴尼俱乐部职业斯诺克锦标赛入场券并夺冠。1946年乔·戴维斯从世锦赛退役，唐纳森竭力训练并在1947年世锦赛战胜佛雷德·戴维斯折桂。佛雷德·戴维斯接下来两年夺冠，唐纳森1950年还以颜色，但此后四年每次决赛都不敌戴维斯。唐纳森1954年后不再参加世锦赛，但继续在世界新闻报斯诺克锦标赛打球直到1959年。

## 早年经历
沃尔特·威尔·威尔逊·唐纳森1907年2月2日生于爱丁堡，父亲是台球馆经理。沃尔特五岁时随家人迁居科特布里奇，同年父亲教他英式撞球，在台球桌周围建起30厘米高的平台以便沃尔森上台打球。1939年唐纳森接受《台球手》采访时称，许多职业选手很小就开始打球，手感随着孩子长大深入骨髓，比其他人更有望出类拔萃。他爸的徒弟玛格丽特·伦南是1928年女子英式台球非正式“不列颠群岛冠军”。1922年，15岁的唐纳森获英国少年英式台球锦标赛16岁以下组冠军，第二年就转为职业选手。

## 事业

### 职业选手早期
唐纳森迁居羅瑟勒姆经营台球馆，1928至1929年赛季前往格拉斯哥赢得苏格兰职业英式台球和斯诺克锦标赛，后在新奥勒顿经营台球馆并持有产权。1933年他首次参与世界斯诺克锦标赛，以13比11淘汰威利·利后在半决赛比1比13不敌乔·戴维斯。唐纳森1939年表示，1933年被戴维斯杀得片甲不留，令他自知在台球领域还差得远，同年他第二次参与世锦赛。惨败于戴维斯之手后唐纳森痛定思痛，连续六年没有报名世锦赛，致力练习提升比赛水平。他在资格赛以18比13淘汰赫伯特·霍尔特和迪基·洛斯（击败两人的比分相同），正式赛第一轮以21比10战胜克劳德·福尔金纳，但在八强赛以15比16负于西德尼·史密斯。唐纳森同年参加1939至1940年每日邮报金杯，最后在七名选手排第四，英國廣播公司國際頻道广播他与佛雷德·戴維斯的部分比赛。
1939年唐纳森在接受采访时表示，台球赛的输赢往往是看谁先犯错，所以他尽量避免打高风险球：“与其说是谁赢球，倒不如说是谁输球”:16。《台球手》记者请他向读者留下提升球技的建议，唐纳森建议击母球时就打正中，少打侧面，“除非是一流选手，否则至少九成情况会坏事。而且基本上也没必要（打球侧）。”:18他还自称是因无人挑战才拿到苏格兰斯诺克冠军。
唐纳森在1940年世界斯诺克锦标赛首轮以24比7淘汰霍尔特，但半决赛又以9比22输给乔·戴维斯。此后几年世锦赛因第二次世界大战停办，唐纳森1940年应征入伍，是皇家信号兵中士，随印度第四步兵师辗转加拿大、北美、希腊、意大利（该师1941年9月成立时属英國第八集團軍）。
1946年世锦赛恢复，乔·戴维斯再次夺冠并在八强赛以21比10战胜唐纳森。未打入世锦赛决赛的选手获邀参加1946年奥尔巴尼俱乐部职业斯诺克锦标赛，復員约半年的唐纳森在决赛以20比11击败亚历克·布朗夺冠。乔·戴维斯1946年夺冠后不再参与世锦赛，同年11月唐纳森对阵約翰·普爾曼时打出单杆142分，要不是采用的台球桌与要求有出入就是新世界纪录。

### 世锦赛决赛与职业选手后期
为在1947年世界斯诺克锦标赛取得好成绩，唐纳森借邻居阁楼的台球桌勤学苦练。他以46比25战胜斯坦利·纽曼，再以39比32淘汰霍瑞斯·林德勒姆进入决赛。莱斯特广场台球馆翻新令决赛延期数周，唐纳森抓紧时间继续练习。佛雷德·戴维斯与唐纳森的决赛为期两周，共145局，前两阶段唐纳森分别以四比二和七比五领先，此后领先优势一度扩大到16局，比分35比19，戴维斯随即连扳六局追到25比35。唐纳森在第145局以73比49获胜，总比分82比63首夺世锦赛冠军。决赛期间他力求稳扎稳打，打出单杆30到50分就转为守成、不再为得分冒险。他留给对手的进球机会很少，令戴维斯心浮气燥，多次在打难进的球时失手，令唐纳森赢得更加从容。145局比赛仅三次單桿破百，均由戴维斯打出。乔·戴维斯赛后表示：“唐纳森现在长距离击球入袋的水平与斯诺克史上任何人相比都不遑多让”，佛雷德·戴维斯称“他是我所见最好的斯诺克球手”。佛雷德·戴维斯在1979年著作《话说斯诺克》表示，当时他可能“过于自信”，没想到唐纳森经过长时间练习水平提高那么多。这是唐纳森与佛雷德·戴维斯首次在世锦赛决赛交手，此后直到1954年（连续八届）都是两人霸占决赛名额。
乔·戴维斯接下来两次在挑战赛击败唐纳森，令公众确信已15次夺冠的戴维斯仍是世界头号斯诺克球手。唐纳森头痛后经医生诊断患上结膜炎，遵医嘱淡出数月。1948年世界斯诺克锦标赛在1947年赛事仅半年后开始，唐纳森淘汰金斯利·肯纳利和艾伯特·布朗进入决赛，佛雷德·戴维斯以84比61获胜，最大优势是73比52时的19局。戴维斯在《话说斯诺克》表示，1948年决赛他有意采用对手1947年的规避风险战术。1948年周日帝国新闻报锦标赛采用循环赛制和差别积分制唐纳森在五名选手排倒数第二。
佛雷德·戴维斯在1949年世界斯诺克锦标赛决赛以80比65卫冕，前一天曾以73比58领先唐纳森15局，双方一度战成63比58，戴维斯随后连下十城。唐纳森在半决赛对阵普尔曼的最后一天比赛打出单杆115分，是本届赛事最高分。1949至1950年世界新闻报斯诺克锦标赛同样采差别积分制，唐纳森七场循环赛只赢两场，在八名选手排倒数第二。
1950年，唐纳森再度淘汰肯纳利和布朗，与佛雷德·戴维斯在决赛相映，共交手97局。戴维斯首日以八比四领先，唐纳森两天后追到18平，其中第三天最后六局仅失一局。第四天唐纳森领先四局并保持两天，倒数第二天优势扩大到六局，以45比39领先。第97局唐纳森以49比32获胜，总比分51比46折桂。约三千观众翌临黑潭现场观看比赛。《台球手》杂志认为戴维斯没打出往常平均水准，唐纳森靠稳扎稳打拿下比赛。唐纳森在决赛的单杆最高分为80，戴维斯79。《曼彻斯特晚报》赛后刊登专栏文章，称“佛德雷·戴维斯与沃尔特·唐纳森......都生怕鲁莽失球落败，比赛有时慢得难熬”。
唐纳森在1950至1951年世界新闻报斯诺克锦标赛七场比赛仅胜一场，与林德勒姆并列排名垫底。他和佛雷德·戴维斯在黑潭举办的1951年世界斯诺克锦标赛决赛再度交手97个回合，观众人数创下世锦赛新纪录。戴维斯在六平之际连下六局，总比分49比36奠定胜局，以58比39夺冠。。唐纳森在1951至1952年世界新闻报斯诺克锦标赛赢得半数赛事，在九名选手排第六。
职业英式台球运动员协会认为台球协会管理委员会对锦标赛收入分成太多，各种矛盾令双方势同水火，大部分职业选手抵制1952年世界斯诺克锦标赛，自行组织1952年世界职业斯诺克锦标赛。大部分排名领先的选手参加新赛事，公众将其视为正牌世锦赛。斯诺克史学家如今也将世界职业斯诺克锦标赛视为世界斯诺克锦标赛。唐纳森与佛雷德·戴维斯在1952年职业锦标赛决赛交手73局，首阶段八局戴维斯领先四局，首日以七比五领先。唐纳森第一天打出单杆104分，第20局又打出单杆106分，但戴维斯第二天以14比10扩大优势。第三天戴维斯以单杆140分刷新世锦赛纪录，唐纳森打出单杆111分，戴维斯以总比分21比15领先六局。第四天戴维斯把优势进一步扩大到十局，总比分29比19。接下来12局唐纳森拿下八局，但戴维斯以总比分38比35笑到最后。
1952至1953年世界新闻报斯诺克锦标赛1953年1月结束，唐纳森八场比赛胜三场，排名第三。1953年世界职业斯诺克锦标赛决赛共打73局，第一天他和戴维斯战成六平，第二天唐纳森以13比11领先，戴维斯打出单杆107分。第三天唐纳森优势扩大到四局，总比分20比16；第四天戴维斯追至24平并打出单杆102分。第五天戴维斯一度领先两局，但唐纳森又以31比29反超。双方最后一天下午战成33平，最后戴维斯以37比34胜出。
唐纳森在1953至1954年世界新闻报斯诺克锦标赛排第七，八场比赛只胜三场。1954年世界职业斯诺克锦标赛是他和戴维斯连续第八次在决赛相遇。与过往相比这71局明显倒向戴维斯，前四天以33比15大幅领先。唐纳森比赛失利前就表示今后不会在没有足够时间练习的情况下参加世锦赛。戴维斯第五天一开始就连下三城奠定胜局，比赛结束时总比分45比26，唐纳森在最后一天打出单杆121分。
唐纳森赛后表示不再参与斯诺克世锦赛，集中精力管理自家小农场，其他锦标赛或表演赛不影响。他在1954至1955年世界新闻报斯诺克锦标赛只赢三场，排名靠后。1955至1956年唐纳森排第三，1956至1957年垫底。唐纳森在1957至1958年赛事以21比16战胜佛雷德·戴维斯，是后者比赛期间仅有的失利，唐纳德最后五名选手排第三。唐纳森还在比赛期间以同样总比分击败乔·戴维斯，并以141分创下赛季单杆最高分纪录。他在1958年世界新闻报斯诺克锦标赛最后四名选手排名垫底，九场比赛仅胜一场。1960年他彻底退出台球竞技。

## 私生活、影响
唐纳森20世纪20年代在羅瑟勒姆结识并迎娶艾达，退役后他把台球室改建成牛棚，砸碎台球桌石板铺路，平常打打草地滾球，基本不再打斯诺克。1971年他以保守党身份参加白金汉郡纽波特帕格内尔市区议会选举并当选。1973年5月24日，沃尔特·唐纳森回家路上心脏病发，在救护车上去世，享年66岁。

唐纳森长距离击球入袋水平高超，在史上名列前茅，表现非常稳定，击球时尽量击打正中，避免直击两侧对此功不可没。乔·戴维斯1948年写道：
他入球非常精准，冷静、悠闲的风格直令对手崩溃。看过他离场的球员一心模仿那种眼神，但双臂贴近躯干，行动节奏安静、缓慢、轻松才是他打球风格的主要亮点。
佛雷德·戴维斯称赞唐纳森的得分实力，认为他技巧非常有限，竞技水平却很高明。林德勒姆指出，唐纳森与佛雷德·戴维斯统治斯诺克运动多年，将安全第一、稳扎稳打的战术带到新高度；两人曾在球局对抗时为争抢单枚黄球击打32杆。在他看来稳扎稳打虽说非常考验技巧，但要是完全不考虑朝观众欣赏角度妥协，斯诺克运动人气可能急剧下滑。
《斯诺克现象》杂志刊登讣告，突显唐纳森“沉着冷静”的击球风格尽显竞技实力，还称“他长距离击球入袋的水平堪称（斯诺克）运动史上最佳”。文章认为，传主力图避免击打母球两侧导致击球位置受限，很可能是他单杆破百分次数偏少的重要原因。2005年图书《球桌大师》认为，唐纳森“重新定义什么叫长距离击球入袋”，他的（斯诺克世锦赛）冠军实力远超众人想象。伊恩·莫里森1989年著作称唐纳森“苏格兰首位职业斯诺克大师”。2012年，唐纳森入选世界职业台球与斯诺克协会世界斯诺克名人堂。

## 成绩

### 世界斯诺克锦标赛决赛
| 赛果 | 年份 | 赛事                 | 对手          | 比分   | 参考   |
| ---- | ---- | -------------------- | ------------- | ------ | ------ |
| 冠军 | 1947 | 世界斯诺克锦标赛     | 佛雷德·戴維斯 | 82比63 | [ 14 ] |
| 亚军 | 1948 | 世界斯诺克锦标赛     | 佛雷德·戴维斯 | 61比84 | [ 14 ] |
| 亚军 | 1949 | 世界斯诺克锦标赛     | 佛雷德·戴维斯 | 65比80 | [ 14 ] |
| 冠军 | 1950 | 世界斯诺克锦标赛     | 佛雷德·戴维斯 | 51比46 | [ 14 ] |
| 亚军 | 1951 | 世界斯诺克锦标赛     | 佛雷德·戴维斯 | 39比58 | [ 14 ] |
| 亚军 | 1952 | 世界职业斯诺克锦标赛 | 佛雷德·戴维斯 | 35比38 | [ 54 ] |
| 亚军 | 1953 | 世界职业斯诺克锦标赛 | 佛雷德·戴维斯 | 34比37 | [ 60 ] |
| 亚军 | 1954 | 世界职业斯诺克锦标赛 | 佛雷德·戴维斯 | 26比45 | [ 64 ] |

### 英式台球
| 结果 | 年份 | 赛事                     | 决赛对手      | 比分       | 参考          |
| ---- | ---- | ------------------------ | ------------- | ---------- | ------------- |
| 冠军 | 1922 | 英国少年英式台球锦标赛   | 哈罗德·雷诺   | 1000比686  | [ 8 ] [ 80 ]  |
| 冠军 | 1929 | 苏格兰职业英式台球锦标赛 | 亚历山大·泰勒 | 7000比5124 | [ 11 ] [ 81 ] |
| 冠军 | 1930 | 苏格兰职业英式台球锦标赛 | 亚历山大·泰勒 | 7000比6505 | [ 82 ]        |
| 冠军 | 1931 | 苏格兰职业英式台球锦标赛 | 威利·史密斯   | 7847比5048 | [ 83 ]        |
| 冠军 | 1932 | 苏格兰职业英式台球锦标赛 | 亚历山大·泰勒 | 7335比4150 | [ 84 ]        |
| 冠军 | 1934 | 苏格兰职业英式台球锦标赛 | 赫弗曼氏      | 7000比3434 | [ 85 ]        |
| 冠军 | 1938 | 苏格兰职业英式台球锦标赛 | 哈里·斯托克斯 | 7000比5336 | [ 86 ]        |